# Tân tinh xuyên chiều
Tân tinh xuyên chiều (giản thể: 跨次元新星; bính âm: Kuà cìyuán xīnxīng; tên tiếng Anh: Dimension Nova) là một chương trình truyền hình thực tế tìm kiếm tài năng của thế giới ảo 3D, với sự tham gia của Angelababy, Vương Lâm Khải, và Ngu Thư Hân trong vai trò ban cố vấn. Chương trình được phát sóng trên iQIYI vào lúc 8:00 PM thứ 3 và thứ 7 hàng tuần, bắt đầu từ ngày 17 tháng 10 năm 2020.

## Nội dung chương trình
Tân tinh xuyên chiều là cuộc thi tìm kiếm tài năng của hơn 30 nhân vật ảo đến từ các công ty khác nhau, được áp dụng những dựng hình 3D thời gian thực hàng đầu thế giới như CG, Digital Twin, và nhiều công cụ khác. Với sự trợ giúp của ba cố vấn mở rộng Angelababy, Vương Lâm Khải, Ngu Thư Hân, và những khách mời, các chiến binh sẽ thông qua nhiều vòng cạnh tranh khốc liệt để chọn ra người chiến thắng cuối cùng.

## Giám khảo

### Cố vấn mở rộng
- Angelababy (Dương Dĩnh)
- Vương Lâm Khải (Tiểu Quỷ)
- Ngu Thư Hân

### Khách mời
- Thời Đại Thiếu Niên Đoàn (TNT)

## Thí sinh
- Đội Angelababy
- Đội Vương Lâm Khải
- Đội Ngu Thư Hân
- Bị loại
- Trực tiếp bước vào vòng tranh đấu

| STT | Vòng tranh tài        | Vòng tranh đấu     |
| --- | --------------------- | ------------------ |
| 1   | Thu Đế                | Thu Đế             |
| 2   | Cố Thành              | Cố Thành           |
| 3   | Mị Ngư                | Mị Ngư             |
| 4   | Tô Chỉ Vũ             |                    |
| 5   | Nhị Nương             | Nhị Nương          |
| 6   | Giang Hạo Vũ          | Giang Hạo Vũ       |
| 7   | Doãn Phi              |                    |
| 8   | Purple                | Purple             |
| 9   | Phá Hiểu              |                    |
| 10  | Mio                   | Mio                |
| 11  | Hoả Viêm Diễm Diệp    | Hoả Viêm Diễm Diệp |
| 12  | Báo Ái Bão            | Báo Ái Bão         |
| 13  | Mộ Dung Tiên          | Mộ Dung Tiên       |
| 14  | Sanh Dư               | Sanh Dư            |
| 15  | Mạc Lâm               | Mạc Lâm            |
| 16  | Hà Tâm Tri            | Hà Tâm Tri         |
| 17  | Mậu Tâm Uyên          | Mậu Tâm Uyên       |
| 18  | Phiến Bảo             |                    |
| 19  | Hảo Soái              |                    |
| 20  | Tiểu Bắc              |                    |
| 21  | Tiểu Mạt Lị           |                    |
| 22  | DM (Đạt Mễ An, Mễ Lệ) |                    |

### Đấu sĩ vàng
Đấu sĩ vàng là những thích sinh đã có kinh nghiệm và tác phẩm.
| STT | Vòng 1          | Vòng 2    |
| --- | --------------- | --------- |
| 1   | Lão Cô          | PAPA      |
| 2   | VIV             | Hồ Bất Hi |
| 3   | Lưu Ca          | Lão Hoàng |
| 4   | Trọng Khôn Nghi | Rainbow   |
| 5   | K-ONE           | N/A       |

## Công diễn

### Công diễn 1
- Bị loại

| Xếp hạng | Đội                   | Giá trị điện lực nhóm | Giá trị điện lực cá nhân             | Giá trị điện lực cá nhân sau tiếp sức |
| -------- | --------------------- | --------------------- | ------------------------------------ | ------------------------------------- |
| N/A      | Thu Đế                | 123.00                | Quán quân, bước thẳng vào vòng trong | Quán quân, bước thẳng vào vòng trong  |
| N/A      | Hoả Viêm Diễm Diệp    | 123.00                | Quán quân, bước thẳng vào vòng trong | Quán quân, bước thẳng vào vòng trong  |
| N/A      | Tiểu Bắc              | 123.00                | Quán quân, bước thẳng vào vòng trong | Quán quân, bước thẳng vào vòng trong  |
| 1        | DM (Đạt Mễ An, Mễ Lệ) | 120.00                | 133.00                               | 155.00 (+1)                           |
| 2        | Lưu Ca                | 120.00                | 127.00                               | 149.00 (+1)                           |
| 3        | Cố Thành              | 122.00                | 126.00                               | 148.00 (+1)                           |
| 4        | Mị Ngư                | 122.00                | 146.00                               | 146.00 (-3)                           |
| 5        | Tiểu Mạt Lị           | 120.00                | 120.00                               | 144.00 (=)                            |
| 6        | K-ONE                 | 122.00                | 119.00                               | 141.00 (=)                            |
| 7        | Mậu Tâm Uyên          | 122.00                | 100.00                               | 122.00 (=)                            |
| 7        | Mio                   | 120.00                | 100.00                               | 122.00 (=)                            |